# Kanton Largentière

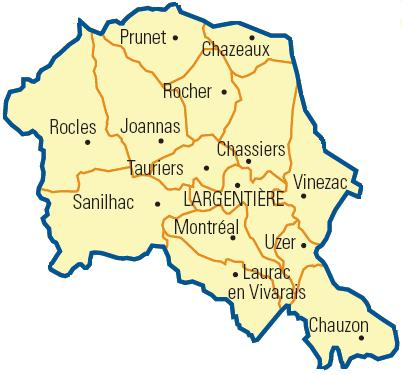
Übersichtskarte

Der Kanton Largentière war bis 2015 ein französischer Wahlkreis im Arrondissement Largentière, im Département Ardèche und in der Region Rhône-Alpes; sein Hauptort (frz.: chef-lieu) war Largentière. Die landesweiten Änderungen in der Zusammensetzung der Kantone brachten im März 2015 seine Auflösung.
Der Kanton Largentière war 130,12 km² groß und hatte 8073 Einwohner (Stand 2012).

## Gemeinden
| Gemeinde           | Einwohner (Stand: 2022) | Code postal | Code Insee |
| ------------------ | ----------------------- | ----------- | ---------- |
| Chassiers          | 992                     | 07110       | 07058      |
| Chauzon            | 429                     | 07120       | 07061      |
| Chazeaux           | 134                     | 07110       | 07062      |
| Joannas            | 317                     | 07110       | 07109      |
| Largentière        | 1496                    | 07110       | 07132      |
| Laurac-en-Vivarais | 1045                    | 07110       | 07134      |
| Montréal           | 569                     | 07110       | 07162      |
| Prunet             | 134                     | 07110       | 07187      |
| Rocher             | 296                     | 07110       | 07193      |
| Rocles             | 263                     | 07110       | 07196      |
| Sanilhac           | 444                     | 07110       | 07307      |
| Tauriers           | 203                     | 07110       | 07318      |
| Uzer               | 418                     | 07110       | 07327      |
| Vinezac            | 1388                    | 07110       | 07343      |